# Torre del Delme
La Torre del Delme és un monument del municipi de Vila-seca (Tarragonès) declarat bé cultural d'interès nacional.

## Descripció
De planta quadrangular, amb elements gòtics tardans i renaixentistes.
Dos pisos de maçoneria amb reforços de carreus a les cantonades. Li manca l'antic acabament que ha estat substituït per una teulada i presenta tres obertures al carrer. Possiblement tingué merlets quan es va construir, però no en queda cap resta.
La finalitat d'aquesta torre era de vigilància, encara que posteriorment s'adaptés a altres funcions.

## Història
És la torre que millor manté el seu aspecte original, sense arrebossats a la façana. També se la coneix com a Torre de la Guardiola, però el seu nom més popular és del delme perquè allà hi havia l'antiga casa delmaria de l'ardiaca. La torre i la casa que té al costat poden ser considerades com a les cases més antigues del nucli primitiu de Vila-seca del Comú, ocupant el nucli de la primitiva muralla de Vila-seca que s'enquadrava dins un rectangle, al segle xii, en oposició amb la muralla bastida a començament del segle xvi, que tenia la forma d'un pentàgon irregular.
L'antiga casa del Delme va ser lleugerament transformada en el segle xvi per això es pot observar en el primer i segon pis finestres d'estil gòtic tardà.